# Floerkea
Floerkea é um género botânico pertencente à família Limnanthaceae.

## Espécies
- Floerkea proserpinacoides Willd.